# Sigge Hommerberg
Lars Sven Sigge Hommerberg, född 5 juli 1913 på Siggetorp i Råda, Västergötland, död 27 mars 1999 i Malmö, var en svensk författare. 
Hommerberg blev filosofie doktor vid Lunds universitet år 1946.
Han är framför allt känd för en mängd resehandböcker som getts ut i många upplagor. Han var också revypappa på Victoria i Malmö bl.a. med artister som Git Gay. Under några år drev Hommerberg tillsammans med Giuliano Cesarini och fotbollsproffset Gunnar Nordahl restaurangen Domus Aurea strax bakom Colosseum i Rom.